# Курт Мартті Валленіус
Курт Мартті Валленіус (фін. Kurt Martti Wallenius; 25 липня 1893, Куопіо — 3 травня 1984, Гельсінкі) — фінський військовик, генерал-майор. Учасник громадянської війни 1918 року та Зимової війни (1939—1940).

## Єгерський рух
Валленіус був членом фінських єгерських військових формувань, які проходили навчання в Німеччині до здобуття Фінляндією незалежності. У 1915 році Валленіус вирушив до Німеччини, де вступив до прусського 27-го егерського батальйону. Брав участь у боях на річці Міса.

## Громадянська війна
Після повернення до Фінляндії Валленіус взяв участь у фінській громадянській війні 1918 року на боці Білої гвардії. Командував взводом у Терволі і Торніо. У Лапландії Валленіус познайомився з оленярем Алексі Гігнаваарою, з яким подорожував Лапландією, і вони стали хорошими друзями. Пізніше Валленіус був призначений командувачем військами навколо Куолярві та Куусамо. Тут йому було доручено командувати північною групою у невдалій Східнокарельській експедиції в березні 1918 року, яка намагалася приєднати частину Східної Карелії до Фінляндії. Він також був командиром аналогічної експедиції Петсамо в травні 1920 року.

## Командант полку
Після громадянської війни Валленіус командував військами в північно-західній Фінляндії: полком Салла і 1-м полком прикордонної охорони Лапландії. У 1920-х він ненадовго отримав посаду військового аташе в Берліні.

## Рух Лапуа
У 1930 році Валленіус отримав звання генерал-майора. Однак того року він був змушений піти у відставку, оскільки його запідозрили у причетності до викрадення першого президента Фінляндії Каарло Стольберга, хоча зрештою з Валленіуса було знято усі звинувачення. У 1930-х роках Валленіус залучився до правої діяльності, ставши генеральним секретарем руху Лапуа. На цій посаді він брав участь у так званому повстанні Мянтсяля. Валленіус був двічі ув'язнений на загальний термін більше одного року.

## Зимова війна
Під час Зимової війни Валленіус командував фінськими військами в Лапландії. Коли почалася війна, головнокомандувач фінськими військами Маннергейм призначив Валленіуса командувачем Лапландської групи. Війська під його командуванням, незважаючи на радянську чисельну перевагу, дали відсіч Червоній армії у Саллаі та Петсамо. Коли фронт у Лапландії стабілізувався, у лютому 1940 року Валленіус передав командування шведським добровольцям під командуванням генерал-лейтенанта Ернста Ліндера. Валленіус і більшість його військ були направлені в крайню південну точку фронту до західного берега Війпурської (Виборзької) затоки, де Червона Армія перетнула зледенілу затоку. Валленіус протестував проти нового призначення, вважаючи, що його карають за його минулі гріхи. Ситуація була критичною, а місцевість абсолютно відрізнялася від тієї, до якої звикли Валленіус і його люди. Валленіус не зміг перешкодити Червоній армії закріпитися із західного берега затоки, і були повідомлення, що він сильно пив. Валленіус був безчесно звільнений на початку березня 1940 року після всього трьох днів командування, і його замінив генерал-лейтенант Карл Леннарт Оеш. Валленіуса виключили зі списків офіцерів Сил оборони.

## Вихід на пенсію
Після початку Війни-продовження в червні 1941 року Валленіус не зміг отримати командування. Він жив на пенсії в Рованіенській волості, пишучи книги та статті.